# Didymosphaeria rhododendri
Didymosphaeria rhododendri är en lavart som beskrevs av Oudem. 1901. Didymosphaeria rhododendri ingår i släktet Didymosphaeria och familjen Didymosphaeriaceae.   Inga underarter finns listade i Catalogue of Life.